# Winnertzia rubricola
Winnertzia rubricola är en tvåvingeart som beskrevs av Boris Mamaev 1963. Winnertzia rubricola ingår i släktet Winnertzia och familjen gallmyggor. Inga underarter finns listade i Catalogue of Life.